# دياموند وايت
دياموند وايت (بالإنجليزية: Diamond White)‏ (1 يناير 1999)، هي مغنية، ممثلة وممثلة صوت أمريكية. أدت صوت «فرانكي غريني» في مسلسل الرسوم المتحركة ترانسفورمرز: ريسكيو بوتس، وصوت «فولي» في سلسلة ديزني جونيور الأسد الحارس. سنة 2012، شاركت في الموسم الثاني في النسخة الأمريكية لبرنامج ذا إكس فاكتور، وحصلت على المركز الخامس.

## حياتها ومشوارها
في مارس 2013، شاركت دياموند بدور صغير في مسلسل نظرية الانفجار العظيم. كما شاركت في أغنية مع توبي غاد «السلام» في اليوم العالمي للاجئين. في يوليو 2013، شاركت في حلقة من مسلسل «هاتاوايز المسكون». كما أدت صوت شخصية روبي في برنامج ديزني جونيور صوفيا الأولى. في مايو 2015، غنت ماشاب على يوتيوب مؤذية أغنتي «اسكت وارقص» و«يريد أن يريدني» لوولك ذا مون وجيسون ديرولو على التوالي، مع المغني سام تسوي.
في نوفمبر 2015، أدت صوت شخصية «الفهد فولي» في فيلم الأسد الحارس: عودة الزئير، وبعدها في المسلسل التلفزيوني التابع له الأسد الحارس الذي عرض لأول مرة يناير 2016.
مثلت في فيلم الرعب «بوو! هالووين ماديا» بدور «تيفاني» للمخرج تايلر بيري الذي أصدر في أكتوبر 2016. وفي أواخر 2016، شاركت بدور «ساج» في مسلسل قناة ديزني «فتاة تلتقي العالم» في موسمه الثالث. سنة 2017، عادت بدور «تيفاني» في الجزء الثاني لفيلم الرعب «بوو 2! هالووين ميديا».

## أسطوانة «الضغط»
في يونيو 2015، أعلنت دياموند في إحدى فيديوهاتها أنها ستنهي أول ألبوم لها وأنها ستصدر أول أغنية منفردة منه قريبا. في سبتمبر 2015، أصدرت أغنية «وُلد غنيا». وأصدرت أغنية أخرى في أكتوبر باسم «لي في الليل». والأسطوانة أصدرت في ديسمبر 2015.

## فيلموغرافيا
| الأفلام   | الأفلام                             | الأفلام                                              | الأفلام          |
| السنة     | الاسم                               | الاسم الأصلي                                         | الدور            |
| --------- | ----------------------------------- | ---------------------------------------------------- | ---------------- |
| 2011      | فارس وفادي الفيلم: عبر البعد الثاني | Phineas and Ferb the Movie: Across the 2nd Dimension | أصوات تكميلية    |
| 2015      | الأسد الحارس: عودة الزئير           | The Lion Guard: Return of the Roar                   | فولي (أداء صوتي) |
| 2016      | بوو! هالووين ماديا                  | Boo! A Madea Halloween                               | تيفاني           |
| 2017      | الأسد الحارس: زيادة الخوف           | The Lion Guard: The Rise of Scar                     | فولي (أداء صوتي) |
| 2017      | فيلم الإيموجي                       | The Emoji Movie                                      | أصوات تكميلية    |
| 2017      | بوو 2! هالووين ماديا                | Boo 2! A Madea Halloween                             | تيفاني           |
| 2017      | صف روك الثابت                       | Rock Steady Row                                      | بيبر             |
| المسلسلات |                                     |                                                      |                  |
| السنة     | الاسم                               | الاسم الأصلي                                         | الدور            |
| 2010–2014 | فارس وفادي                          | Phineas and Ferb                                     | أصوات تكميلية    |
| 2011–2016 | ترانسفورمرز: ريسكيو بوتس            | Transformers: Rescue Bots                            | فرانسين غريني    |
| 2012      | ذا إكس فاكتور                       | The X Factor                                         | مشاركة           |
| 2013      | نظرية الانفجار العظيم               | The Big Bang Theory                                  | الفتاة الثانية   |
| 2013–2015 | هاتاوايز المسكون                    | The Haunted Hathaways                                | صوفي             |
| 2013–الآن | صوفيا الأولى                        | Sofia the First                                      | روبي             |
| 2016      | فتاة تلتقي بالعالم                  | Girl Meets World                                     | ساج              |
| 2016      | بلاك-يش                             | Black-ish                                            | كيرستين          |
| 2016–الآن | الأسد الحارس                        | The Lion Guard                                       | فولي             |
| 2016      | غنيها!                              | Sing It!                                             | مايسي            |
| 2017      | بينكي مالينكي                       | Pinky Malinky                                        | بابس بوتمان      |
| 2017      | طازجة من القارب                     | Fresh Off The Boat                                   | جاكي             |

## ديسكوغرافيا
- أسطوانة الضغط (2015)